# Sylvia Ruuska
Sylvia Ruuska (Estados Unidos, 4 de julio de 1942) es una nadadora estadounidense retirada especializada en pruebas de estilo libre, donde consiguió ser subcampeona olímpica en 1956 en los 4 x 100 metros.

## Carrera deportiva
En los Juegos Olímpicos de Melbourne 1956 ganó la medalla de plata en los relevos de 4 x 100 metros estilo libre, con un tiempo de 4:19.2 segundos, tras Australia y por delante de Sudáfrica; además ganó la medalla de bronce en los 400 metros estilo libre, con un tiempo de 5:07.1 segundos, tras las nadadoras australianas Lorraine Crapp y Dawn Fraser.